# 梁取三義
梁取 三義（やなとり みつよし、1912年6月25日 - 1993年10月29日）は、日本の作家。

## 人物・来歴
福島県南会津郡只見町出身。本名・光義（みつよし）。新聞、雑誌記者、1941年大衆文藝社の編集長。
1942年「村のあけぼの」でデビュー。中里介山に私淑。
戦後は彩光社に勤務、雑誌『彩光』を刊行、中里介山『大菩薩峠』を刊行した。「二等兵物語」「七転び人生」「うかれ蚤」シリーズで知られ、「二等兵物語」はシリーズ映画化される。
日本作家クラブ副理事長、雑誌「旅と酒」主宰、日本酒の会会長。

## 著書
- 『村のあけぼの 農村小説』大衆文芸社、1942
- 『少年武士道』六合書院、1943
- 『身不知士道』六合書院、1943
- 『花咲く真理』大衆文藝社、1943　改題『伊南川のほとり』彩光新書、1956
- 『大いなる朝』彩光社、1944
- 『大地に唄ふ』東亜文化書房、1944
- 『詩集花咲く朝』文化書房、1946
- 『二等兵物語 第1部』彩光社、1953、のち春陽文庫
- 『二等兵物語 第2部 (練兵休の巻)』彩光社、1954
- 『二等兵物語 第3部 (南方要員の巻)』彩光社、1954
- 『二等兵物語 第4部 (東京空襲の巻)』彩光社、1954
- 『二等兵物語 第5部 (決戦体制の巻)』彩光社、1955
- 『二等兵物語 第6部 (敗色歴然の巻)』彩光社、1955
- 『二等兵物語 第7部 (ごっぺ返しの巻)』彩光社、1955
- 『二等兵物語 第8部 (虚脱日本の巻)』彩光社、1956
- 『二等兵物語 第9部 (女難悪夢の巻)』彩光社、1956
- 『二等兵物語 第10巻 (男一匹の巻)』彩光新社、1957
- 『女に対する十五章』正続、1954、彩光新書
- 『二等兵随筆』彩光新書、1955
- 『美妻物語』彩光新書、1955
- 『手前味噌 随筆・二等兵物語』彩光社、1956
- 『放浪物語』第1巻、彩光社、1956
- 『うかれ蚤 第1巻、蚤の仇討の巻』彩光社、1957
- 『うかれ蚤 第2巻 珍しい女の巻』彩光新社、1957
- 『うかれ蚤 第3巻 うかれ蚤と十三人の女』彩光新社、1958
- 『うかれ蚤、第4巻、七つの鍵と女の巻』彩光新社、1958
- 『うかれ蚤 第5巻 夜這い村の巻』彩光新社、1958
- 『二等兵の消灯ラッパ 新・二等兵物語』東京ライフ社、東京選書、1957
- 『淫神邪教事件』彩光新社、1958
- 『女にしてくれ』朱雀社、1958
- 『おんな猫』彩光新社、1958
- 『不倫への誘い』正続、彩光新社、1958
- 『不倫の季節』彩光新社、1958
- 『不倫の生態』彩光新社、1958
- 『脱線純情娘』彩光新社、1959
- 『七転び人生』全5巻、彩光新社、1959-1961
- 『ふるさと』彩光新社、1959
- 『浮気妻物語』東京信友社、1960
- 『がま太郎行状記』東京信友社、1960-1961
- 『流れる性』東京信友社、1960
- 『明日に賭けるジェット王 松尾静磨物語』アルプス、1962
- 『愛と正義の谷間 東京都知事の黒い選挙物語』彩光社、1963
- 『自分を楽しくする本 考えるヒント47例』日本文芸社、1964
- 『小説啄木』彩光社、1964
- 『若いうかれ蚤 女の急所! 男の性感!』日本文芸社、1973
- 『会津鶴ケ城』新人物往来社、1974
- 『地酒の効用』アロー出版社、1974
- 『日本酒・これでいいのか!』アロー出版社、1974
- 『会津落城悲史 激流に棹さした人々』国書刊行会、1975
- 『石川啄木』国書刊行会、1975
- 『長岡城物語』国書刊行会、1975
- 『日本酒入門 酒を美味く飲む!』久保書店、1975
- 『創価学会』国書刊行会、1977
- 『創価学会の挽歌が聞える』彩光社、1979
- 『日本酒大事典』彩光社、1979
- 『愛の山河 会津落城悲史』彩光社、1980
- 『石川啄木の生涯』彩光社、1980
- 『蛙の天国』彩光社、1980
- 『鷹埋山 長篇時代小説』彩光社、1980
- 『活人剣一刀斎』叢文社、1984
- 『二等兵物語 五里霧中の巻』1986、双葉文庫
- 『小説中里介山 大菩薩峠の世界』光和堂、1987
- 『二等兵物語 南方要員の巻』1987、双葉文庫
- 『春風よ吹け木枯も吹け 梁取三義詩集』彩光社、1987
- 『小説若山牧水 酒と恋と漂泊の歌人』光和堂、1990
- 『小説石川啄木 伝説と実像のはざまで』光和堂、1991

### 共編著
- 『愛国勤労小説集』福田正夫共著、大衆文芸社、1942、日本小説文庫
- 『白衣談話』編、東亜文化書房、1944
- 『二等兵時代』正続、続々 編、彩光社、1955
- 『民謡百選集』編、彩光新書、1955
- 『ばらと随筆』編、彩光社、1956
- 『バラの咲く庭』編、彩光新社、1959
- 『粟山博翁追悼録』編、粟山博翁追悼録刊行会、1971
- 『日本酒の本』第1－2集 編、彩光社、1979-1980

## 参考
- 『小説石川啄木』著者紹介
- 小倉史「二等兵たちの戦後 : 1959年における喜劇映画の世代交代をめぐって」『愛知淑徳大学論集. メディアプロデュース学部篇』第1号、[愛知淑徳大学] メディアプロデュース学部論集編集委員会、2011年、53-65頁、CRID 1520009409096910592、hdl:10638/1085、ISSN 21862265。

## 注
1. ↑  『著作権台帳』
2. ↑  『伊南川のほとり』はしがき。